# زمین گرم (مجموعه تلویزیونی)
زمین گرم یک مجموعه تلویزیونی ایرانی به نویسندگی و کارگردانی سعید نعمت‌الله و تهیه‌کنندگی محمدرضا شفیعی است که از ۱۱ شهریور تا ۱۶ مهر ۱۳۹۹ از شبکه سه سیما پخش شده است. این مجموعه اولین کارگردانی سعید نعمت الله بود.

## خلاصه داستان
بعد از سال‌ها بی‌خبری دو برادر از هم، برادر بزرگ‌تر اصلان که آخرین ساعات حیات خود را پشت سر می‌گذارد به سراغ برادر کوچکتر علی یار می‌رود تا وصیت کند؛ وصیتی که زندگی برادر کوچک را دستخوش چالشی بزرگ می‌کند و سرنوشتش را تغیر می‌دهد …

## بازیگران
| بازیگر          | نقش         | توضیحات           |
| --------------- | ----------- | ----------------- |
| صادق برقعی      | علیار       | برادر اصلان       |
| علیرضا خمسه     | یارعلی      | پدر بزرگ اصلان    |
| مرجان شیرمحمدی  | فروغ        | زن اصلان          |
| نادر فلاح       | استوار      | پدر اصلان         |
| اصغر همت        | ماجد        | پدر فروغ و مرتضی  |
| علیرضا آرا      | آصف         | دوست اصلان        |
| کامران تفتی     | اصلان       |                   |
| شیوا ابراهیمی   | آتنه        | زن داداش فروغ     |
| مرتضی درویش‌زاده | مرتضی(موری) | برادر فروغ        |
| دنیا مدنی       | معصومه      | دختر حسین         |
| ندا عقیقی       | سوسن        | خواهر آصف         |
| پریوش نظریه     |             | صاحب مسافرخانه    |
| مارال فرجاد     |             | همسایه فروغ       |
| مجید واشقانی    |             | پلیس              |
| مجید نوروزی     | آقای میلادی | صاحبخانه فروغ     |
| فاطمه مرتاضی    | آمنه        | همسایه فروغ       |
| وحید فعال       | خاکی        | همکار آصف         |
| مسعود شریف      | حسین        | پدر معصومه        |
| جانان نعمت‌الله  | یاسی        | دختر آتنه و مرتضی |
| کیان قاسمی      | فرهاد       | پسر اصلان و فروغ  |